# Miecz świętego Stefana
Miecz świętego Stefana − broń pierwszego króla Węgier. Jest to miecz wikiński wykonany na przełomie X i XI wieku w Skandynawii. Kościany jelec pokryty plecionką i figurami zwierząt reprezentuje styl czerpiący z tradycji rzymskiej i ornamentyki stepowej. Obosieczna klinga ciągniona prawie przez całą długość obustronnie zbroczem, zwieńczona jest sztychem szerokim. Jej silne zużycie wskazuje, że był to raczej miecz powszedni Stefana I, a nie insygnium władzy. 
W Czechach znalazł się prawdopodobnie w 1270 roku skradziony z węgierskiego skarbca.